# 弗雷斯诺钱德勒行政机场
弗雷斯诺钱德勒行政机场（英語：Fresno Chandler Executive Airport），旧称钱德勒市营机场（英語：Chandler Municipal Airport），是一座位于美国加利福尼亚州弗雷斯诺县弗雷斯诺市中央商务区西部1.5英里（2.4）的公共机场。弗雷斯诺市政府拥有此机场，机场经理是里克·邓肯。
钱德勒机场于1929年11月开放，直到弗雷斯诺约塞米蒂国际机场于1948年正式开放使用前都是弗雷斯诺市最主要的民用和商用机场。其现在作为位于其东北方向约6.5英里（10.5）的约塞米蒂机场的疏缓机场。